# 경험 개방성
경험 개방성 ( Openness to experience ) 은 사람의 성격을 묘사할 때 사용하는 5가지 성격 특성 요소에서 사용하는 영역 중의 하나이다.  개방성은 6가지의 차원이 존재한다.  활동적인 상상(판타지), 미적 감각, 내적 감정에 주의깊음, 다양성에 대한 선호(모험심), 지적인 호기심, 권위에 대한 도전(심리학적인 자유주의)이다.  대부분의 심리측정학 연구에서는 이러한 요소들이 상당히 서로 연관되어 있다고 밝혀졌다. 